# 岡山県道178号瀬戸停車場線
岡山県道178号瀬戸停車場線（おかやまけんどう178ごう せとていしゃじょうせん）は、岡山県岡山市東区を通る一般県道である。

## 概要
JR西日本山陽本線 瀬戸駅と岡山県道37号西大寺山陽線を結ぶ。

### 路線データ
- 起点：岡山市東区瀬戸町瀬戸（JR西日本山陽本線 瀬戸駅前）
- 終点：岡山市東区瀬戸町下（岡山県道37号西大寺山陽線交点）
- 総延長：0.6 km

## 歴史
- 1960年（昭和35年）3月18日 - 岡山県告示第335号により認定される。
- 1972年（昭和47年） - （時期不明）都道府県道番号標識導入に伴う路線番号変更に伴い現行の路線番号に変更される。
- 2007年（平成19年）1月22日 - 赤磐郡瀬戸町が岡山市に編入される。

## 地理

### 通過する自治体
- 岡山市（東区）

### 交差する道路
| 交差する道路             | 交差する場所 | 交差する場所 |
| ------------------------ | ------------ | ------------ |
| 岡山県道37号西大寺山陽線 | 瀬戸町下     | 終点         |

### 沿線
- JR西日本山陽本線 瀬戸駅
- 岡山市役所瀬戸支所
- 岡山市瀬戸町図書館